# Ewa Braun

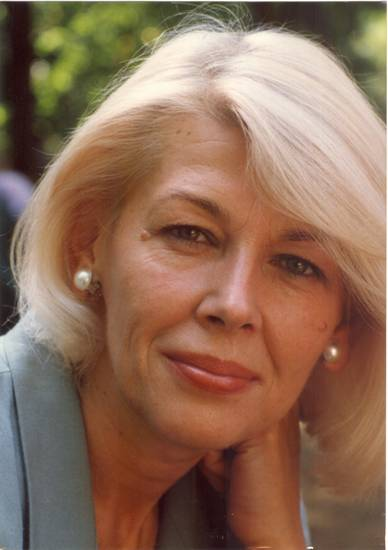
Ewa Braun

Ewa Braun (* 2. August 1944 in Krakau, Woiwodschaft Kleinpolen, Polen) ist eine polnische Artdirectorin, Kostümbildnerin und Szenenbildnerin, die 1987 den Preis für das beste Szenenbild beim Filmfestival Gdynia sowie 1994 den Oscar in der Kategorie Bestes Szenenbild gewann.

## Leben
Ewa Braun, Tochter des Schriftstellers Andrzej Braun, begann ihre Karriere in der Filmwirtschaft 1968 als Kostümbildnerin der Fernsehserie Przygody psa Cywila und wirkte bis 2004 an der szenischen Ausstattung von mehr als vierzig Filmen und Fernsehserien mit.
Im Jahr 1987 gewann sie mit Jerzy Sajko, Andrzej Przedworski, Andrzej Halinski, Violette Daneau und Michal Sulkiewicz den Preis für das beste Szenenbild beim Filmfestival Gdynia für das Fantasyfilmdrama Der kleine Magier (1987) von Waldemar Dziki mit Rusty Jedwab, Natasza Maraszek und Edward Garson in den Hauptrollen. Bei der Oscarverleihung 1994 erhielt sie zusammen mit Allan Starski den Oscar in der Kategorie Bestes Szenenbild für Steven Spielbergs Schindlers Liste (1993) mit Liam Neeson, Ben Kingsley und Ralph Fiennes.

## Filmografie
Ausstattung
- 1973: Illumination (Iluminacja)
- 1973: Listy naszych czytelników (TV-Kurzfilm)
- 1974: Nie bede cie kochac
- 1977: Barwy ochronne
- 1983: Abschied von Barbara (Epitafium dla Barbary Radziwillówny)
- 1986: K.u.K. Deserteure (C.K. dezerterzy)
- 1987: Der kleine Magier (Cudowne dziecko)
- 1988: Wo immer du bist (Wherever You Are …)
- 1988: Und die Geigen verstummen (And the Violins Stopped Playing)
- 1989: Hitlerjunge Salomon
- 1991: Leben für Leben – Maximilian Kolbe (Życie za życie: Maksymilian Kolbe)
- 1992: Der Klang der Stille (The Silent Touch)
- 1993: Schindlers Liste (Schindler’s List)
- 1995: Die Karwoche (Wielki tydzien)
- 1997: Die Farbe des Lebens (Our God’s Brother)
- 1997: Un air si pur …
- 1998: Bastard – Willkommen im Paradies
- 1998: Zloto dezerterów
- 1999: Jakob der Lügner (Jakob the Liar)
- 2004: Do potomnego

## Auszeichnungen
- 1987: Preis des Filmfestivals Gdynia in der Kategorie Bestes Szenenbild für Der kleine Magier
- 1994: Oscar in der Kategorie Bestes Szenenbild für Schindlers Liste